# Mittelberg
Mittelberg (1219 m) is een van de drie plaatsen in het Kleinwalsertal. De twee aangrenzende plaatsen heten Hirschegg en Riezlern. Deze drie plaatsen vormen samen de gemeente Mittelberg.

## Benaming
In het verleden werd geopperd de gemeentenaam in Kleinwalsertal te veranderen. Enerzijds omdat de andere twee plaatsen in Mittelberg zich even snel ontwikkeld hebben als de hoofdplaats. Anderzijds omdat de plaatselijke bevolking de term Kleinwalsertal reeds gebruikt om de gemeente Mittelberg aan te duiden. Dit voorstel werd nooit officieel doorgevoerd.

## Waterlopen
De Breitach is de grootste stroom van het Kleinwalsertal. Ze loopt doorheen alle drie de plaatsen van dit dal en wordt gevormd door het water van verscheidene zijriviertjes. In Mittelberg vloeien volgende riviertjes in de Breitach:

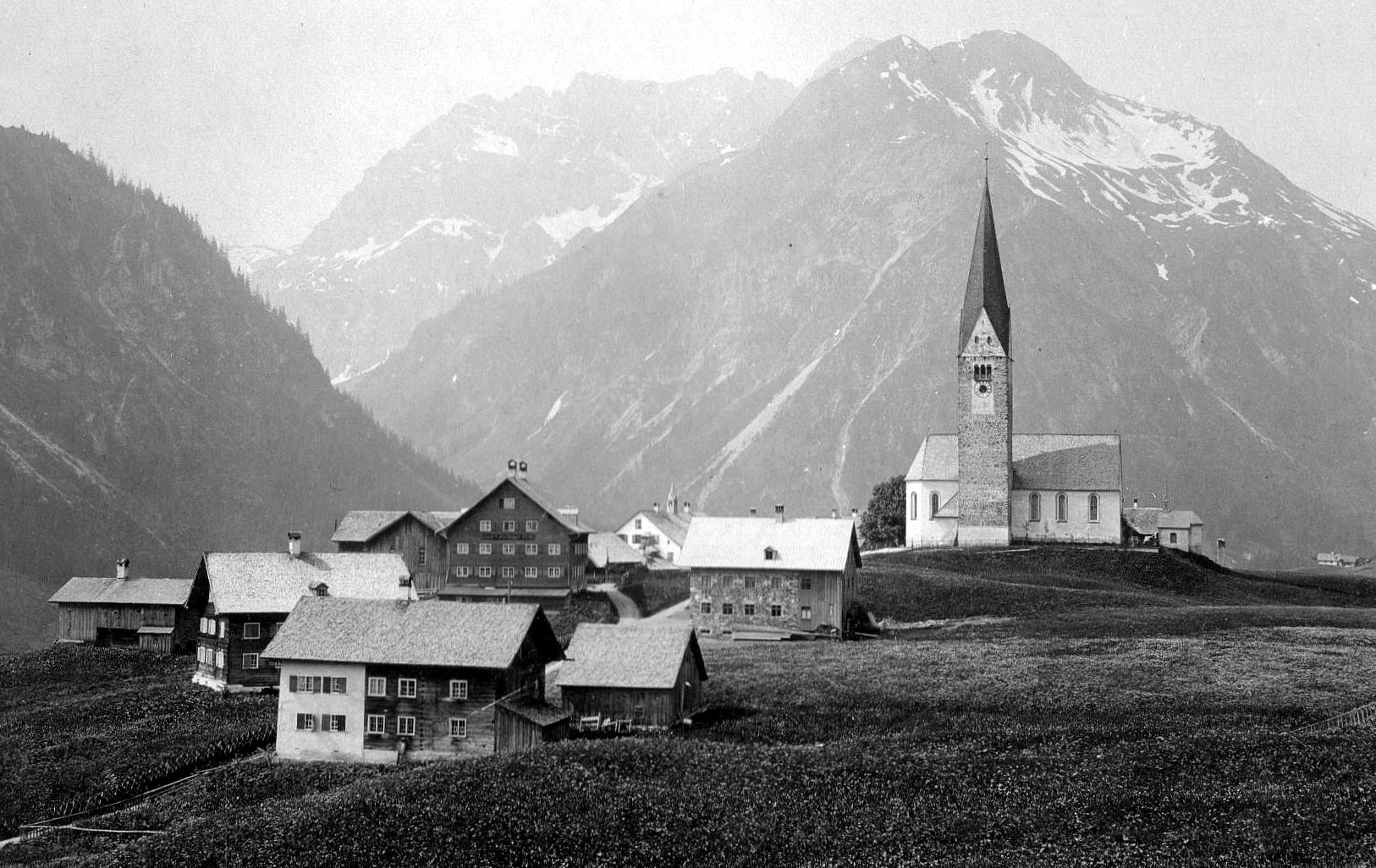
Mittelberg, 1900

- Derrabach
- Turabach
- Bärgundbach
- Gemstelbach
- Wildenbach

## Deelgemeentes
- Baad
- Bödmen
- Stütze
- Höfle
- Tobel

## Bergen
De bergen in het Kleinwalsertal behoren tot de Allgäuer Alpen die een onderdeel van de Noordelijke Kalkalpen zijn. De belangrijkste toppen van Mittelberg zijn:
- Elfer (2387 m)
- Bärenkopf (2083 m)
- Walmendingerhorn (1990 m)
- Widderstein (2536 m)
- Zwölfer (2224 m)